# Coryanthes thivii
Coryanthes thivii är en orkidéart som beskrevs av Kropf och Seeger. Coryanthes thivii ingår i släktet Coryanthes, och familjen orkidéer.
Artens utbredningsområde är Bolivia. Inga underarter finns listade i Catalogue of Life.